# Волова балка (ботанічний заказник)
Волова балка — ботанічний заказник місцевого значення. Об'єкт розташований на території Кропивницького району Кіровоградської області, поблизу селища Кам'янець.
Площа — 60,3 га, статус отриманий у 2000 році.